# Księżniczka łabędzi III: Skarb czarnoksiężnika
Księżniczka łabędzi III: Skarb czarnoksiężnika – amerykański film animowany będący drugą kontynuacją filmu Księżniczka łabędzi, opartego na balecie Jezioro łabędzie.

## Fabuła
Zła, zawistna wróżka Zelda postanawia zburzyć spokój krainy Jeziora Łabędziego wykradając skarb Zakazanych Sztuk, który daje jego posiadaczowi ogromną, magiczną moc. Aby zrealizować swój plan Zelda porywa Księżniczkę Łabędzi, Odettę i żąda, by w zamian za jej bezpieczeństwo Książę Derek wydał jej Zakazane Sztuki. Derek może uratować Odettę tylko w jeden sposób: stając do walki z Zeldą i staczając z nią pojedynek na śmierć i życie.

## Obsada głosowa
- Michelle Nicastro – Odetta
- Brian Nissen – Derek
- Katja Zoch – Zelda
- Sean Wright – Rothbart
- Christy Landers – Uberta
- Donald Sage Mackey – Jean-Bob
- Doug Stone – Szybki
- Steve Vinovich – Puffin
- Paul Masonson – Świstun
- Owen Miller – Rogers
- Joseph Medrano – Bromley
- James Arrington – szambelan

## Wersja polska

### Wersja kinowa
Wersja polska: Master Film

Reżyseria: Miriam Aleksandrowicz

Dialogi: Elżbieta Kowalska

Teksty piosenek: Andrzej Brzeski

Opracowanie muzyczne: Eugeniusz Majchrzak

Dźwięk: Ewa Kwapińska

Montaż: Krzysztof Podolski

Kierownik produkcji: Agnieszka Wiśniowska

Wystąpili:
- Olga Bończyk – Odetta
- Jacek Bończyk – Derek
- Agnieszka Matysiak – Zelda
- Jacek Czyż – Rothbart
- Maria Winiarska – Uberta
- Mieczysław Morański – Jean-Bob
- Dariusz Odija – Szybki
- Wojciech Paszkowski – Puffin
- Jarosław Domin – Świstun
- Ryszard Nawrocki – Rogers
- Arkadiusz Jakubik – Bromley
- Krzysztof Zakrzewski – Szambelan

i inni

### Wersja telewizyjna
Opracowanie wersji polskiej: Telewizyjne Studia Dźwięku – Warszawa

Reżyseria: Stanisław Pieniak

Dialogi: Dorota Dziadkiewicz-Brewińska

W filmie wystąpili:
- Beata Jankowska-Tzimas – Odetta
- Marcin Przybylski – Derek
- Grzegorz Wons – Lord Rogers
- Krystyna Królówna – Zelda
- Izabela Dąbrowska – Uberta
- Jarosław Domin – Świstun
- Dariusz Błażejewski – Bromley
- Krzysztof Strużycki – Szybki
- Wojciech Machnicki - Rothbart

## Soundtrack
- „It Doesn't Get Any Better Than This”
- „Because I Love Her”
- „She's Gone”
- „The Right Side”
- „Ain't Nothing But Bad Days Ahead”